# Torre los Negros
Torre los Negros es una localidad y municipio español de la provincia de Teruel situado en la comarca del Jiloca, en la comunidad autónoma de Aragón. Está ubicado a 87 km al noroeste de Teruel. Tiene un área de 29,09 km², con una población de 80 habitantes (INE 2024) y una densidad de 3,4 hab/km². El código postal es 44358.
La economía local se basa en el sector agrario, en concreto agricultura de cereal y ganadería ovina, dadas las condiciones climáticas duras.

## Toponimia
El nombre de Torre los Negros parece proceder del gentilicio torrero, tal vez por alguna fortaleza fronteriza levantada en las inmediaciones por Ramón Berenguer IV hacia la mitad del siglo XII. Sus vecinos son conocidos de forma cariñosa con el apelativo de notarios, tal vez por sus conocimientos y sabiduría popular. Su término goza de una extensa toponimia que procede de su abrupta orografía, variedad de partidas en la que proliferan numerosas plantas medicinales, fuentes que proporcionan agua de excelente calidad, despoblados, barrancos, ramblas, etc.

## Geografía
Integrado en la comarca del Jiloca, se sitúa a 70 kilómetros de la capital provincial. El término municipal está atravesado por la carretera N-211 entre los pK 138 y 141, además de por las carreteras locales TE-10, que permite la comunicación con Alpeñés, y TE-V-1011 que se dirige hacia Barrachina. 
El relieve del municipio está definido por el Sistema Ibérico turolense, marcado por la elevada altitud. El río Pancrudo cruza el territorio de sur a norte, en el que desaguan numerosos arroyos y ramblas procedentes de zonas más elevadas. La zona más elevada se encuentra al este del territorio, conocida como El Estepar, que supera los 1300 metros de altitud. Existen numerosas fuentes de manantiales, destacando la Fuente del Padre Selleras, la Fuente del Enebro o la Fuente de la Zarzuela. La altitud oscila entre los 1302 metros al este (El Estepar) y los 1040 metros a orillas del río Pancrudo. El pueblo se alza a 1083 metros sobre el nivel del mar.
| Noroeste: Barrachina     | Norte: Torrecilla del Rebollar | Noreste: Torrecilla del Rebollar         |
| Oeste: Cosa              |                                | Este: Torrecilla del Rebollar y Pancrudo |
| Suroeste: Cosa y Alpeñés | Sur: Alpeñés                   | Sureste: Alpeñés y Pancrudo              |

### Clima
En Torre los Negros, los veranos son cortos, calurosos, secos y mayormente despejados y los inviernos son largos, muy fríos, nevados, ventosos y parcialmente nublados. Durante el transcurso del año, la temperatura generalmente varía de -2 °C a 27 °C y rara vez baja a menos de -7 °C o sube a más de 31 °C.
La temporada templada dura 2,9 meses, del 13 de junio al 10 de septiembre, y la temperatura máxima promedio diaria es más de 23 °C. El mes más cálido del año en Torre los Negros es julio, con una temperatura máxima promedio de 26 °C y mínima de 13 °C.
La temporada fría dura 3,8 meses, del 14 de noviembre al 7 de marzo, y la temperatura máxima promedio diaria es menos de 10 °C. El mes más frío del año en Torre los Negros es enero, con una temperatura mínima promedio de -2 °C y máxima de 6 °C.
| Parámetros climáticos promedio de Torre los negros (Periodo de referencia: 1980-2016) | Parámetros climáticos promedio de Torre los negros (Periodo de referencia: 1980-2016) | Parámetros climáticos promedio de Torre los negros (Periodo de referencia: 1980-2016) | Parámetros climáticos promedio de Torre los negros (Periodo de referencia: 1980-2016) | Parámetros climáticos promedio de Torre los negros (Periodo de referencia: 1980-2016) | Parámetros climáticos promedio de Torre los negros (Periodo de referencia: 1980-2016) | Parámetros climáticos promedio de Torre los negros (Periodo de referencia: 1980-2016) | Parámetros climáticos promedio de Torre los negros (Periodo de referencia: 1980-2016) | Parámetros climáticos promedio de Torre los negros (Periodo de referencia: 1980-2016) | Parámetros climáticos promedio de Torre los negros (Periodo de referencia: 1980-2016) | Parámetros climáticos promedio de Torre los negros (Periodo de referencia: 1980-2016) | Parámetros climáticos promedio de Torre los negros (Periodo de referencia: 1980-2016) | Parámetros climáticos promedio de Torre los negros (Periodo de referencia: 1980-2016) | Parámetros climáticos promedio de Torre los negros (Periodo de referencia: 1980-2016) |
| Mes                                                                                   | Ene.                                                                                  | Feb.                                                                                  | Mar.                                                                                  | Abr.                                                                                  | May.                                                                                  | Jun.                                                                                  | Jul.                                                                                  | Ago.                                                                                  | Sep.                                                                                  | Oct.                                                                                  | Nov.                                                                                  | Dic.                                                                                  | Anual                                                                                 |
| ------------------------------------------------------------------------------------- | ------------------------------------------------------------------------------------- | ------------------------------------------------------------------------------------- | ------------------------------------------------------------------------------------- | ------------------------------------------------------------------------------------- | ------------------------------------------------------------------------------------- | ------------------------------------------------------------------------------------- | ------------------------------------------------------------------------------------- | ------------------------------------------------------------------------------------- | ------------------------------------------------------------------------------------- | ------------------------------------------------------------------------------------- | ------------------------------------------------------------------------------------- | ------------------------------------------------------------------------------------- | ------------------------------------------------------------------------------------- |
| Temp. máx. media (°C)                                                                 | 6.0                                                                                   | 8.0                                                                                   | 11.0                                                                                  | 14.0                                                                                  | 18.0                                                                                  | 23.0                                                                                  | 26.0                                                                                  | 26.0                                                                                  | 22.0                                                                                  | 16.0                                                                                  | 10.0                                                                                  | 7.0                                                                                   | 15.6                                                                                  |
| Temp. media (°C)                                                                      | 2.0                                                                                   | 3.0                                                                                   | 6.0                                                                                   | 8.0                                                                                   | 12.0                                                                                  | 17.0                                                                                  | 20.0                                                                                  | 20.0                                                                                  | 16.0                                                                                  | 11.0                                                                                  | 5.0                                                                                   | 2.0                                                                                   | 10.2                                                                                  |
| Temp. mín. media (°C)                                                                 | -2.0                                                                                  | -1.0                                                                                  | 1.0                                                                                   | 3.0                                                                                   | 6.0                                                                                   | 10.0                                                                                  | 13.0                                                                                  | 13.0                                                                                  | 10.0                                                                                  | 6.0                                                                                   | 2.0                                                                                   | -1.0                                                                                  | 5                                                                                     |
| Lluvias (mm)                                                                          | 7.7                                                                                   | 8.3                                                                                   | 14.0                                                                                  | 25.3                                                                                  | 34.7                                                                                  | 26.6                                                                                  | 14.5                                                                                  | 17.2                                                                                  | 21.5                                                                                  | 30.4                                                                                  | 24.8                                                                                  | 10.3                                                                                  | 235.3                                                                                 |
| Nevadas (cm)                                                                          | 2.3                                                                                   | 2.51                                                                                  | 1.67                                                                                  | 0.95                                                                                  | 0.33                                                                                  | 0.0                                                                                   | 0.0                                                                                   | 0.0                                                                                   | 0.0                                                                                   | 0.05                                                                                  | 1.54                                                                                  | 2.01                                                                                  | 11.4                                                                                  |
| Días de precipitaciones (≥ 1 mm)                                                      | 2.8                                                                                   | 2.5                                                                                   | 3.4                                                                                   | 5.1                                                                                   | 6.4                                                                                   | 5.0                                                                                   | 3.0                                                                                   | 3.4                                                                                   | 3.9                                                                                   | 5.2                                                                                   | 4.0                                                                                   | 3.0                                                                                   | 47.7                                                                                  |
| Horas de sol                                                                          | 9.6                                                                                   | 10.7                                                                                  | 12.0                                                                                  | 13.3                                                                                  | 14.5                                                                                  | 15.1                                                                                  | 14.7                                                                                  | 13.7                                                                                  | 12.4                                                                                  | 11.1                                                                                  | 9.9                                                                                   | 9.3                                                                                   | 146.3                                                                                 |
| Fuente: Weather Spark                                                                 |                                                                                       |                                                                                       |                                                                                       |                                                                                       |                                                                                       |                                                                                       |                                                                                       |                                                                                       |                                                                                       |                                                                                       |                                                                                       |                                                                                       |                                                                                       |

## Historia
En el término de Torre los Negros se encontraron una serie de yacimientos al aire libre, pertenecientes a la Edad del Bronce, llamados Los Abejares, Alto de la Artesa, Cabezo Vecinos, Cerrada de Frailes, Cruz de la Gileta, Hiladas, Los Llanos, Los Mirones, Pedrochovas, El Raso y Solana del Chorrillo. Los hallazgos se deben a Melchor Vicente, natural del pueblo, y están depositados en el Museo Provincial de Teruel.
Topónimos como Povar, Tejar o Cesta, así como la propia fortificación de la torre, permite fijar su existencia en la época del Cid Campeador. Debió de ser torre de vigilancia en la etapa musulmana, conquistada luego por Alfonso I en la batalla de Cutanda. De nuevo volvió a poder musulmán a la muerte de este rey, para ser reconquistada por Ramón Berenguer IV entre 1142 y 1150. Formó parte de la línea fortificada que iba de Segura de Baños a Torrecilla del Rebollar, que sirvió de defensa primero contra los ataques árabes y luego en las guerras con Castilla.
En el año 1248, por privilegio de Jaime I, este lugar se desliga de la dependencia de Daroca, pasando a formar parte de Sesma de Barrachina en la Comunidad de Aldeas de Daroca, que en 1838 fue disuelta.

## Demografía
Torre los Negros cuenta con una población de 80 habitantes (INE 2024).
| Gráfica de evolución demográfica de Torre los Negros entre 1842 y 2021                                              |
| |
| Población de derecho según los censos de población del INE Población de hecho según los censos de población del INE |

## Administración y política
| Período   | Alcalde                        | Partido |  |
| 1979-1983 | Vicente Fraj Garcés            | UCD     |  |
| 1983-1987 | Vicente Fraj Garces            | PAR     |  |
| 1987-1991 | Manuel Vicente Gambaro Gambaro | AP      |  |
| 1991-1995 | Francisco M. Juan Garcés       | PAR     |  |
| 1995-1999 | Ignacio Abel Gambaro Sancho    | PP      |  |
| 1999-2003 | Ignacio Abel Gambaro Sancho    | PP      |  |
| 2003-2007 | Pascual Garcés Nogues          | PSOE    |  |
| 2007-2011 | Juan José Garcés Miguel        | PP      |  |
| 2011-2015 | Juan José Garcés Miguel        | PP      |  |
| 2015-2019 | Manuel Agustín Gambaro Royo    | PAR     |  |
| 2019-2023 | Manuel Agustín Gambaro Royo    | PP      |  |
| 2023-2027 | Manuel Agustín Gambaro Royo    | PP      |  |

| Partido político    | Partido político                                    | 1979   | 1983   | 1987   | 1991   | 1995   | 1999   | 2003   | 2007   | 2011   | 2015   | 2019   | 2023   |
| Partido político    | Partido político                                    | Ediles | Ediles | Ediles | Ediles | Ediles | Ediles | Ediles | Ediles | Ediles | Ediles | Ediles | Ediles |
|                     | Partido Aragonés (PAR)                              | —      | 4      | 2      | 4      | 1      | 0      | —      | —      | —      | 2      | —      | 1      |
|                     | Partido Popular de Aragón (PP)-Alianza Popular (AP) | —      | 1      | 3      | —      | 3      | 1      | 0      | 3      | 4      | 1      | 3      | 2      |
|                     | Partido de los Socialistas de Aragón (PSOE-Aragón)  | —      | —      | —      | 1      | 1      | 0      | 1      | 3      | 1      | 0      | 0      | 0      |
|                     | Unión de Centro Democrático (UCD)                   | 5      | —      | —      | —      | —      | —      | —      | —      | —      | —      | —      | —      |
| Total de concejales | Total de concejales                                 | 5      | 5      | 5      | 5      | 5      | 1      | 1      | 5      | 5      | 3      | 3      | 3      |

## Cultura

### Monumentos y lugares de interés
La iglesia parroquial fue erigida en honor de la Asunción de Nuestra Señora en el siglo XVIII. En el verano de 1935 se hundió su cúpula de crucero. Fue parcialmente reconstruida en 1945 por José Mª Galán, tras seis años de obras, y pintada en 1960 por J. Olmos. Contiene una cruz parroquial del siglo XV y retablos barrocos de los siglos XVII y XVIII. En cuanto a la imaginería, destaca la Virgen del Pilar, la del Rosario (siglo XVI), la de los Ángeles, el Padre Selleras (siglo XVII), San Fabián y San Sebastián, así como un lienzo igualmente dedicado al P. Selleras.
También de carácter religioso es la Fuente del Padre Selleras, reformada en 1736, 1881 y 1997, que hoy dispone de merendero y zona de recreo. En el peirón adjunto hay imágenes del Venerable, de la Virgen y el Niño, así como de los Santos Fabián y Sebastián.

### Fiestas
La fiesta mayor es en honor del Padre Selleras y se celebra el 28 de febrero. Las fiestas de verano tienen lugar el último fin de semana de agosto, donde se congregan la mayor parte de los hijos del pueblo que viven fuera. 

### Personas destacadas
Padre Selleras: Orgullo de Torre los Negros es su hijo predilecto, el Venerable Padre Selleras, a quien se han dedicado la fuente principal, un peirón y el centro social, aparte de diversas imágenes. Pedro Selleras Lázaro nació en esta localidad, el 7 de noviembre de 1555. Huérfano de padre, cuando apenas tenía trece años, abandonó el hogar para no ser una carga e ingresó en la orden franciscana. Aficionado a la música y a la poesía, estudió teología y fue autor de varios libros que quedaron manuscritos. Fue ordenado en Cariñena el 12 de mayo de 1576.
Durante toda su vida se dedicó a la predicación por los pueblos de Aragón, siendo conocido en muchos de ellos como Arca del Testamento, además de atribuirle varias acciones milagrosas. Murió en Visiedo el 28 de febrero de 1622 en 'olor de santidad', por lo que no tardó en iniciarse el proceso de beatificación correspondiente.